# Astragalus khonikensis
Astragalus khonikensis es una especie de planta del género Astragalus, de la familia de las leguminosas, orden Fabales.

## Distribución
Astragalus khonikensis se distribuye por Irán.

## Taxonomía
Fue descrita científicamente por Nasseh & Joharchi. Fue publicada en Iran. J. Bot. 16(2): 223 (-224; fig. 2) (2010).